# Donant la nota
 Donant la nota  (títol original en anglès, Pitch Perfect) és una comèdia musical estatunidenca de 2012 dirigida per Jason Moore. La pel·lícula està interpretada per Anna Kendrick, Skylar Astin, Rebel Wilson, Anna Camp, Brittany Snow, Ester Dean, Alexis Knapp, Hana Mae Lee, Ben Platt, Adam DeVine, John Michale Higggins i Elishabeth Banks. Ha estat doblada al català.
La trama tracta d'un grup de noies universitàries de música a cappella, The Barden Bellas, que han de competir per a accedir i guanyar els nacionals contra un altre grup de la universitat, The Treblemakers.
La pel·lícula és una adaptació del llibre de Mickey Rapkin titulat Pitch Perfect: The Quest for Collegiate A cappella Glory.

## Trama
A un concurs nacional a cappella, el grup format exclusivament per noies de la Universitat de Barden, The Barden Bellas, estaven actuant quan Aubrey Posen (Anna Camp) vomita a l'escenari durant el seu solo. Les noies són humiliades perdent totes les possibilitats de guanyar el concurs. Quatre mesos més tard, Beca Mitchell (Anna Kendrick) assisteix al seu primer dia a la universitat, obligada pel seu pare (John Benjamin Kickey), professor de literatura a la universitat. Desitjant ser una rebordonida i així passar a dedicar-se professionalment al món de la producció musical, es passa els dies fent mescles mash up de cançons i treballant a la ràdio de la universitat, on coneix al seu company Jesse Swanson (Skylar Astin) que és atret per ella.
Quan el pare de Beca descobreix que no assisteix a classe, li proposa la idea de que si s'uneix a un grup i encara no vol seguir a la universitat, ell l'ajudarà amb el trasllat fins a Los Angeles per a poder complir el seu somni de ser DJ. Després d'una mica de persuasió de Cloe Beale (Brittany Snow) a les dutxes del campus universitari, s'uneix a les Baden Bellas. Aubrey no sent gran afecció inicialment per la Beca, però l'accepta a causa de la manca de membres al grup. Beca s'uneix a un conjunt de noies que no encaixen al prototip de les Bellas.
Les Bellas participen en la competició regional sud-est de la Universitat de Carolina, on, segons la insistència de Aubrey, tornen a cantar la mateixa cançó de l'any anterior. El grup aconsegueix col·locar-se al segon lloc, per darrere del Treblemakers. Una baralla després de l'actuació entre un grup a cappella vell, els Treblemakers i les Bellas, acaba amb la detenció de Beca per la policia. Jesse tracta d'ajudar-la trucant al pare de Beca i és quan ella es queda sense viatge a Los Angeles. Després de l'incident, Beca es distancia de Jesse. En tornar, Beca suggereix a les Bellas un canvi de la cançó, però Aubrey descarta aquesta opció.
A les semifinals, Beca improvisa una cançó, al mateix temps que les Bellas canten la seva cançó tradiciona,l per motivar a la gent del públic. Les Bellas queden en tercer lloc, darrere dels Treblemakers i els Footnotes. Aubrey s'enfada amb Beca per improvisar i aquesta deixa el grup. Quan els Footnotes són eliminats de la final nacional per tenir a un membre a l'institut, Aubrey s'encarrega de tornar a ajuntar a les Bellas. Chloe parla amb la Beca perquè torni amb el grup, sense permís de la Aubrey. El grup comença a enfonsar i comencen una baralla. Mentrestant, Beca tracta de disculpar-se amb Jesse, però ell no li perdona. Beca es disculpa amb les Bellas per les seves accions a les semifinals i demana una segona oportunitat. Aubrey accepta les seves disculpes i demana a Beca que porti el grup per tenir un estil més modern i original. Mentrestant, el líder del grup Bumper (Adam DeVine) deixa els Treblemakers després que li ofereixin un lloc de treball com a cantant de John Mayer. Sense Bumper, Jesse fica el seu company d'habitació Benji (Ben Platt) al grup en el lloc de Bumper.
A la competició nacional a cappella, les Bellas canten una peça arreglada per Beca, que inclou "Do not you", una cançó que apareix a The Breakfast Club, una de les pel·lícules preferides de Jesse. Una disculpa de Beca que acaba amb el perdó de Jesse. Les Bellas guanyen la competició nacional.

## Personatges
The Barden Bellas
- Anna Kendrick és Becca Mitchell, una noia introvertida i rebel que desitja seguir una carrera musical sent DJ. S'uneix a The Barden Bellas per complaure al seu pare.
- Rebel Wilson és Fat Amy, una còmica i excèntrica noia de Tasmania que s'uneix a The Barden Bellas.
- Anna Camp és Aubrey Posen, la tensa i tradicionalista colíder de The Barden Bellas. Va arruïnar l'oportunitat de les Bellas de guanyar els Nacionals de l'últim any per vomitar a l'actuació final. Està constantment insistint a utilitzar la mateixa cançó, que han utilitzat els altres anys, per guanyar els Nacionals de a cappella.
- Brittany Snow és Chloe Beale, la més amable i civilitzada colíder de las Bellas. Els seus intents d'aconseguir que Aubrey escoltès les suggerencies de Beca són totalment ignorats. Chloe és operada dels noduls i aconsegueix arribar a tons més greus que ajudan a las Bellas a millorar el seu cant a cappella.
- Ester Dean és Cynthia Rose Adams, una de les Barden Bellas. S'uneix al grup com a mezzosoprano.
- Alexis Knapp és Stacie Conrad, una miembro de les Bellas amb forts impuls sexuals. S'uneix al grup com a mezzosoprano.
- Hana Mae Lee és Lilly Onakuramara, una noia rara que parla massa fluix per ser escoltada, però que després treurá el seu gran potencial. Se’uneix a les Bellas com a soprano.
- Kelly Alice Jakle és Jessica, una de las Barden Bellas, mayormente esta feliz y sobresaltada. S'uneix a les Bellas com a soprano.
- Shelley Regner és Ashley. S'uneix a les Bellas com a contralt.
- Wanetah Walmsley és Denise, exxicota de Cynthia Rose. S'uneix a les Bellas com a contralt.

The Treblemakers
- Skylar Astin és Jesse Swanson, un estudiant de primer any que espera un dia convertir-se en creador de bandes sonores de pel·lícules. S'uneix als Treblemakers.
- Ben Platt és Benji Applebaum, company d'habitació de Jesse, nerd e ilusionista, és rebutjat pels Treblemakers al càsting inicial, però posteriorment tindrà un paper important.
- Adam DeVine és Bumper Allen, l'egoista líder dels Treblemakers.
- Utkarsh Ambudkar és Donald, mà dreta de Bumper, beatbox i raper del grup.
- Michael Viruet és Unicycle, membre dels Treblemakers.
- David Del Rio és Kolio, membre dels Treblemakers
- Gregory Gorenc és Greg, membre dels Treblemakers.
- Wes Lagarde és "Hat", membre dels Treblemakers. Bumper és qui li va posar aquest sobrenom.
- Steven Bailey és Steven, membre dels Treblemakers
- Brian Silver és Brian, membre dels Treblemakers
- Michael Anaya és Michael, membre dels Treblemakers

Personatges addicionals
- Freddie Stroma és Luke, director de la ràdio de la Universitat i DJ.
- Jinhee Joung és Kimmy-Jin, noia coreana i companya d'habitació de Beca.
- Christopher Mintz-Plasse és Tommy, presentador del càsting dels grups a cappella.
- John Michael Higgins és John Smith, misogin comentador de les trobades a cappella.
- Elizabeth Banks és Gail Abernath McKadden, comentadora de les trobades a cappella, companya de John.
- John Benjamin Hickey és Dr. Mitchell, el pare de Beca i professor de la universidad.

## Recepció
La pel·lícula es va estrenar el 24 de setembre del 2012 a Los Angeles i quatre dies després a escala nacional. Durant el temps que va estar a la cartellera va recaptar a prop de 65 milions de dòlars i 40 milions en el mercat internacional sent la tercera producció més taquillera. Amb la recaptació, el film va arribar a ser la segona pel·lícula musical que més ha recaptat per darrere de Escuela de Rock.
Les crítiques van ser en la seva majoria positives amb un 81% de la nota de 125 comentaris a Rotten Tomatoes i va ser alabada per crítics especialitzats per la seva comèdia i les seves grans actuacions musicals, entre d'altres es destacava a Rebel Wilson. També altres llocs web d'usuaris i fòrum van ser positius.

## Premis
| Premis                                   | Categoria                            | Nominacions                                                                                    | Resultat |
| ---------------------------------------- | ------------------------------------ | ---------------------------------------------------------------------------------------------- | -------- |
| Broadcast Film Critics Association Award | Millor Actriu de Comedia             | Rebel Wison                                                                                    | Nominada |
| Detroit Film Crticis Society Award       | Breakthrought Performance            | Rebel Wilson                                                                                   | Nominada |
| Motion Picture Sound Editors             | Best Music in a Musical Feature Film | Pitch Perfect                                                                                  | Guanyat  |
| MTV Movie Award                          | Best Breakthrough Performance        | Anna Kendrick, Rebel Wilson, Anna Camp, Brittany Snow, Alexis Knapp, Ester Dean i Hana Mae Lee | Guanyat  |
|                                          | Millor moment musical                | Anna Camp ("Hack-Appella")                                                                     | Nominada |
|                                          | Millor actuació femenina             | Rebel Wilson                                                                                   | Nominada |
| People's Choice Award                    | Pel·lícula Preferida de Comedia      | Pitch Perfect                                                                                  | Nominada |
| San Diego Film Critics Society           | Millor Actriu de Repartiment         | Rebel Wilson                                                                                   | Nominada |
| Teen Choice Awards                       | Pel·lícula Comedia                   | Pitch Perfect                                                                                  | Guanyat  |
|                                          | Actriu de Comedia                    | Anna Kendrick                                                                                  | Nominada |
|                                          | Actriu de Comedia                    | Rebel Wilson                                                                                   | Guanyat  |
|                                          | Actor de Comedia                     | Skylar Astin                                                                                   | Guanyat  |
|                                          | Choice Scene Stealer                 | Ben Platt                                                                                      | Nominat  |
|                                          | Choice Scene Stealer                 | Hana Mae Lee                                                                                   | Nominada |
|                                          | Actuació revelació                   | Adam DeVine                                                                                    | Nominat  |
|                                          | Millor vilà                          | Adam DeVine                                                                                    | Guanyat  |
| American Music Awards                    | Soundtrack preferit                  | Pitch Perfect                                                                                  | Guanyat  |

## Seqüeles
El mes d'abril de 2013 Universal Pictures va confirmar que la seqüela, Donant la nota 2, ja estava en desenvolupament i van confirmar a Elizabeth Banks com a directora, sent així el seu debut en aquest càrrec. Aquesta segona part es va estrenar en 2015. Dos anys més tard, l'any 2017, es va estrenar una tercera part, Donant la nota 3, dirigida per Trish Sie.
El 2022 es va estrenar, de la mà amb la distribuïdora Peacock i SkyShowtime, la sèrie de TV Donant la nota: Bumper a Berlín.

## Soundtrack
Pitch Perfect: Original motion picture soundtrack va ser llançat en format digital el 25 de setembre de 2012, i físicament el 2 d'octubre de 2012. A partir de juliol de 2013, l'àlbum va vendre 913.000 còpies als Estats Units, llavors va esdevenir la millor banda sonora en vendes del 2013. Tres de les cançons de l'àlbum, incloent-hi el tema "Cups", van estar al Billboard Hot 100.